# 마이크 리
마이크 리(Mike Leigh, OBE, 1943년 2월 20일 ~ )는 잉글랜드의 영화 감독이다.
2015년 BAFTA 평생공로상(BAFTA Academy Fellowship Award)을 받았다.

## 작품 목록
- 을씨년스러운 순간들 (1971)
- 하이 홉스 (1988)
- 인생은 향기로워 (1990)
- 네이키드 (1993)
- 비밀과 거짓말 (1996)
- 커리어 걸스 (1997)
- 뒤죽박죽 (1999)
- 전부 아니면 무 (2002)
- 베라 드레이크 (2004)
- 해피 고 럭키 (2008)
- 어나더 이어 (2010)
- 미스터 터너 (2014)
- 피털루 (2018)
- 내 말 좀 들어줘 (2024)

## 서훈
- 1993년 대영 제국 훈장 4등급(OBE) 수훈[1]

## 같이 보기
- 싱크대 사실주의